# Душан Шћепановић
Душан Шћепановић (Београд, 4. мај 1955 — Београд, 24. август 2021) био је српски педијатар-хирург, уролог и универзитетски професор.

## Биографија
Дипломирао је на Медицинском факултету у Београду. Био је најмлађи доктор наука на катедри хирургије Медицинског факултета у историји. Мастер студије „Менаџмент у систему здравствене заштите” на Медицинском факултету и Факултету организационих наука Универзитета у Београду, завршио је са 58. година као најстарији студент у историји факултета.
У Универзитетској дечјој клиници у Тиршовој радио је од јуна 1982. године. Обављао је функцију шефа амбулантно-поликлиничке службе (1988-1990) те шефа хирургије тумора (1990-2001).
Током априла 1990. Шћепановић је изабран за генералног директора УДК у Тиршовој и тај посао обављао је у три узастопна мандата.
У звање ванредног професора Медицинског факултета изабран је 1998. године. Пре избора за редовног професора хируршка каријера му је прекинута 2006. услед тешке болести и трансплантације срца у Грацу.
Био је председник УО Института за неонатологију од 2009. до 2013. године.
Током скоро 40 година научног рада објавио је више од 150 научних радова.
Из брака има 2 сина и троје унучади.

## Одабрани радови
- Intestinal Pseudoobstruction and Phytobezoar, коаутор, 1995.[3]
- Nonoperative Treatment of Achalasia, коаутор, 1996.[4]
- Technique de désassemblage du pénis : une nouvelle approche de la chirurgie reconstructrice de l’hypospade , коаутор, 1999.
- Effect of treatment of lower urinary tract dysfunction on occurrence of urinary tract infections in children with vesicoureteral reflux, коаутор, 2004.[5]
- Impact of lower urinary tract dysfunction treatment on frequency of urinary tract infection in children with vesicourinary reflux, коаутор, 2004.[6]
- DIFFERENT PATHWAYS INVOLVED IN THE STIMULATORY EFFECTS OF HOMOCYSTEINE ON RAT DUODENAL SMOOTH MUSCLE, коаутор, 2017.